# Gaston Maulin
Pour les articles homonymes, voir Maulin.
Gaston Maulin, né le 10 juillet 1932 à Albertville et mort le 11 février 2019 à Chambéry, est un homme d'affaires français. Il occupe aussi un rôle dirigeant de rugby à XV avec la présidence d'honneur du CS Bourgoin-Jallieu. 

## Biographie
Issu d'une famille de boulangers, Gaston Maulin, avec seulement un certificat d'études primaires, commence par un petit commerce de cake à La Tour-du-Pin, avant de fonder, en 1956, les établissements Maulin.
Se diversifiant, il permet à des stations savoyardes comme Saint-Sorlin-d'Arves, Saint-Jean-d'Arves, Le Corbier, Fontcouverte-la-Toussuire, Les Bottières et Saint-Colomban-des-Villards de se regrouper au sein du domaine des Sybelles, dans la vallée de la Maurienne pour former l'un des plus grands domaines français.
En août 2009, il prend la présidence, en remplacement de René Flamand, du club de rugby à XV de CS Bourgoin-Jallieu alors proche du dépôt de bilan. Il a cédé cette place à Arnaud Tourtoulou. En septembre 2009, il a apporté 700 000 euros, sous forme de prêt remboursable par le CSBJ, et a permis au club de retrouver un équilibre financier. En 2010, il reprend la présidence du club avant de céder à nouveau la présidence à Gérard Gerbelot en mars 2012.
Il meurt le 11 février 2019 à l'âge de 86 ans à Chambéry.